# Камил Стох
Камил Виктор Стох (пољ. Kamil Wiktor Stoch; 25. мај 1987. у Закопанама) пољски је ски-скакач. На Зимским олимпијским играма 2014. у Сочију постао је двоструки олимпијски победник и други Пољак који је постао олимпијски победник у скијашким скоковима. На Светском првенству 2013. у Вал ди Фијемеу победио је на малој скакaоници, а с пољским тимом освојио је бронзу. Победник је Светског купа у сезони 2013/14. На Олимпијским играма у Пјонгчангу 2018. одбранио је злато на великој скаконици и бронѕу у екипном такмичењу.